# 100309 Misuzukaneko
100309 Misuzukaneko è un asteroide della fascia principale. Scoperto nel 1995, presenta un'orbita caratterizzata da un semiasse maggiore pari a 2,5393999 UA e da un'eccentricità di 0,1804572, inclinata di 3,92129° rispetto all'eclittica.